# 小米手环10
小米手环10为小米公司推出的一款智能手环，于2025年6月27日发布。发布会上共推出了3个版本，分别是标准版，NFC版与陶瓷特别版小米手环10搭载小米澎湃OS 2.0版本。

## 重量
标准版：15.95g（不含腕带）
NFC版：16.25g（不含腕带）
陶瓷版：23.05g（不含腕带）

## 尺寸
标准版/NFC版:46.57*22.54*10.95mm(不含心率凸台)
陶瓷版:47.74*23.94*10.95mm(不含心率凸台)